# Martinice v Krkonoších
Martinice v Krkonoších település Csehországban, Semilyi járásban. Martinice v Krkonoších Studenec, Roztoky u Jilemnice, Jilemnice és Horní Branná településekkel határos. Lakosainak száma 634 fő (2024. január 1.).

## Népesség
A település lakosságának változását az alábbi diagram mutatja:
| Lakosok száma | 764  | 852  | 893  | 703  | 640  | 574  | 612  | 611  | 619  | 634  |
|               | 1869 | 1890 | 1921 | 1950 | 1980 | 2001 | 2017 | 2019 | 2022 | 2024 |